# Efecto Tocqueville

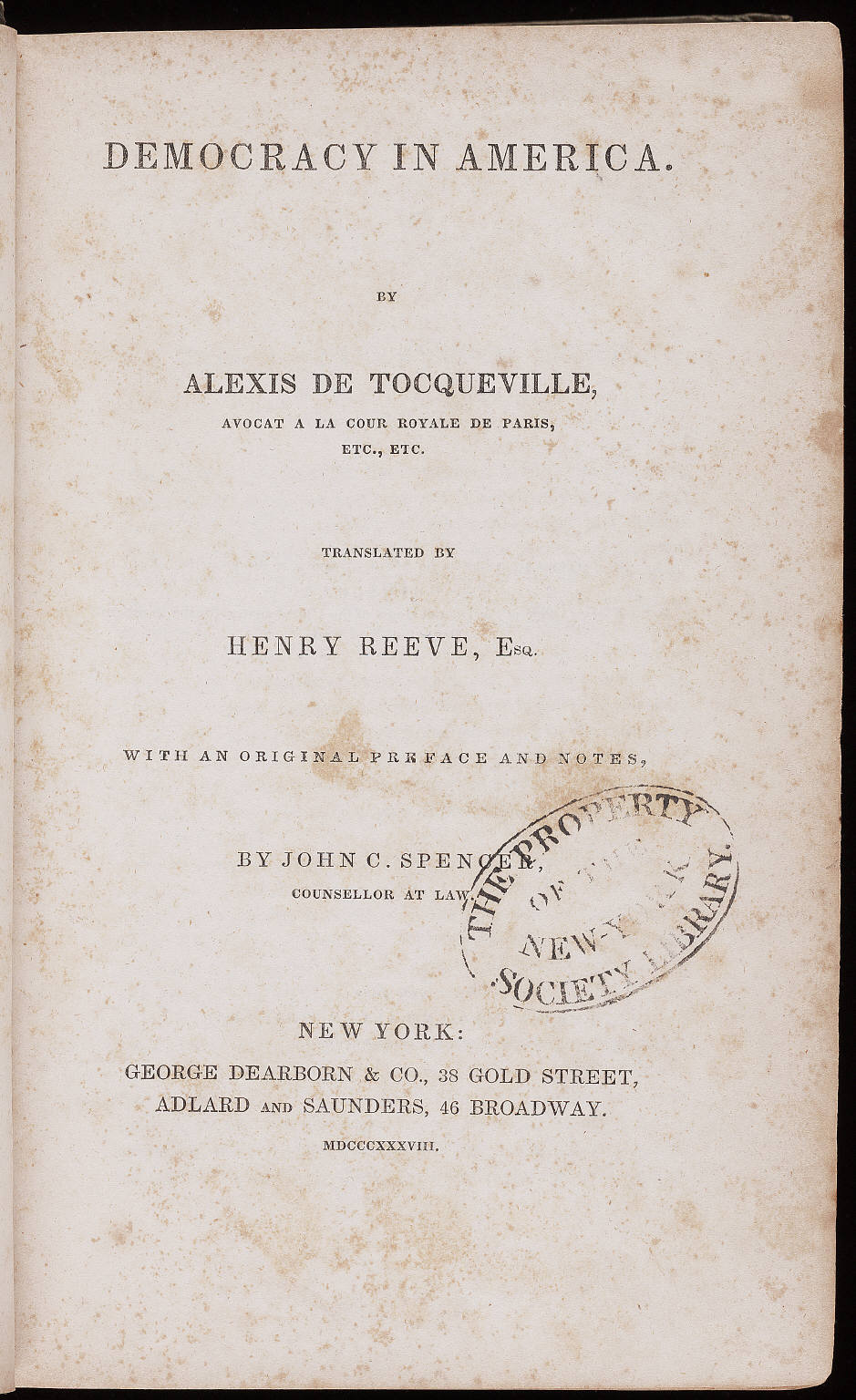
La democracia en América (1835), de Alexis de Tocqueville.

El efecto Tocqueville (también conocido como la paradoja de Tocqueville) es el nombre que se le da al fenómeno por el cual a medida que mejoran las condiciones y oportunidades sociales en una población, su frustración social crece aún más rápidamente. El efecto se basa en las observaciones de Alexis de Tocqueville sobre la Revolución Francesa y las reformas posteriores en Europa y Estados Unidos. Otra forma de describir el efecto es mediante el refrán "más crece el apetito mientras más se lo alimenta". Por ejemplo, después de lograr una mayor justicia social, puede haber oposiciones y reclamos todavía más fervientes por injusticias sociales aún más pequeñas que las anteriores y que previamente hubieran sido consideradas temas irrelevantes.
El efecto sugiere la existencia de un vínculo entre la igualdad social, o las concesiones de los gobernantes hacia los gobernados, y ciertas consecuencias no deseadas, ya que las reformas sociales pueden aumentar las expectativas de ulteriores reformas que no pueden ser proveídas. De acuerdo con el efecto Tocqueville, es más probable que ocurra una Revolución después de una mejora en las condiciones sociales de una población, en contraste con la teoría de Marx donde el progresivo empobrecimiento del proletariado y deterioro de las condiciones de bienestar es lo que provoca una rebelión.
En relación con esta observación de Tocqueville, el politólogo James Chowning Davies ha propuesto una "Curva en J de Revolución", en la cual sostiene que los períodos de riqueza y progreso en una comunidad son seguidos por períodos de empeoramiento de las condiciones, que conducen a una revolución. Ted Robert Gurr también empleó el término "Privación Relativa" para demostrar que las revoluciones ocurren cuando hay una expectativa de mejora en la sociedad, y una realidad desalentadora en contraste. La Privación Relativa se basa en la incapacidad de un individuo o grupos de individuos de satisfacer necesidades que pueden ser tanto básicas (alimento, vestimenta, etc) como superfluas (servicios, entretenimiento, etc), las cuales están normalizadas y/o alentadas dentro de la sociedad en la que habitan.
Adicionalmente, se sostiene que existe una mayor probabilidad de ocurrencia de la paradoja de Tocqueville en contextos de reformas planificadas centralmente pero implementadas localmente, cuando la implementación local no alcanza el punto de referencia más alto.

## Origen
Alexis de Tocqueville describió por primera vez el fenómeno en su libro "Democracy in America" (1840):

"El odio que los hombres sienten por los privilegios aumenta en proporción a medida que los privilegios se vuelven cada vez menos considerables, de modo que las pasiones democráticas parecerían arder con más fuerza solo cuando tienen menos combustible. Ya he dado la razón de este fenómeno. Cuando todas las condiciones son desiguales, ninguna desigualdad es resulta tan grande como para ofender a la vista, mientras que la menor disimilitud es odiosa en medio de la uniformidad general, cuanto más completa es esta uniformidad, más insoportable es la visión de tal diferencia. Por lo tanto, es natural que el amor a la igualdad debe aumentar constantemente junto con la igualdad misma, y que debería crecer en la medida que se la alimente".
"Democracy in America" - Alexis de Tocqueville

La paradoja de la reforma y la revolución se explicó en su próximo libro, "The Old Regime and the Revolution" (1856):

"El régimen que destruye una revolución es casi siempre mejor que el que la precedió de inmediato, y la experiencia enseña que el momento más peligroso para un mal gobierno suele ser cuando comienzan las reformas."
"The Old Regime and the Revolution" - Alexis de Tocqueville